# George Friend
George Andrew Jordan Friend (ur. 17 października 1987 w Barnstaple) – angielski piłkarz występujący na pozycji obrońcy w Bristol Rovers.